# Stegotetrabelodon
Stegotetrabelodon — викопний рід примітивних слонових з гомфотеровими анатомічними особливостями від пізнього міоцену до раннього пліоцену Африки та Євразії та Аравійського півострова. Типовим видом є S. syrticus з пізнього міоцену в Африці, який досягав приблизно 4 м висоти в плечах і 11–12 тонн ваги. Іншим однозначно визнаним видом є S. orbus, також з пізнього міоцену в Африці. Інші види за межами Африки можна віднести до цього роду під сумнівом, включаючи зуби з пізнього міоцену Угорщини та Ірану, спочатку описані як належні до Mastodon, китайські зразки, спочатку описані як також мастодонти, а також Tetralophodon та Stegodon, і види з формації Dhok Pathan пізнього міоцену в Пакистані, S. maluvalensis.
У грудні 2006 року невеликий контингент членів Групи природознавства Еміратів знайшов кілька наборів слідів хоботних, які, як вважають, належать стеготетрабелодону, збереглися на великій вапняковій ділянці між піщаними дюнами «Млейса 1» у Західному регіоні Емірату Абу-Дабі, Об'єднані Арабські Емірати. Найдовші з цих слідів простягаються на 290 і 170 метрів.